# Domenico Angelo Scotti

Bischofswappen von Domenico Angelo Scotti

Domenico Angelo Scotti (* 8. Februar 1942 in Pollutri, Provinz Chieti, Italien) ist ein italienischer römisch-katholischer Geistlicher und emeritierter Bischof von Trivento.

## Leben
Domenico Angelo Scotti empfing am 25. Juni 1967 das Sakrament der Priesterweihe.
Am 17. Oktober 2005 ernannte ihn Papst Benedikt XVI. zum Bischof von Trivento. Der Erzbischof von Chieti-Vasto, Bruno Forte, spendete ihm am 8. Dezember desselben Jahres die Bischofsweihe; Mitkonsekratoren waren der Apostolische Nuntius in Italien, Erzbischof Paolo Romeo, und der emeritierte Bischof von Trivento, Antonio Santucci. Die Amtseinführung erfolgte am 18. Dezember 2005.
Papst Franziskus nahm am 5. Juni 2017 seinen altersbedingten Rücktritt an.